# Galesburg, Kansas
Galesburg là một thành phố thuộc quận Neosho, tiểu bang Kansas, Hoa Kỳ. Năm 2010, dân số của xã này là 126 người.

## Dân số
Dân số các năm:
- Năm 2000: 150 người
- Năm 2010: 126 người